# Lotte Brügmann-Eberhardt
Lotte Brügmann-Eberhardt, geborene Droste (* 1. Februar 1921 in Dortmund; † 3. Oktober 2018 in Kiel) war eine deutsche Schriftstellerin. Sie schrieb auch unter ihrem Geburtsnamen Lotte Droste.

## Leben
Lotte Brügmann-Eberhardt besuchte in Castrop-Rauxel das Oberlyzeum, wo sie schon durch ihre Aufsätze auffiel. Seit 1938 lebte sie in Kiel, absolvierte eine kaufmännische Lehre und war bis zu ihrem 50. Lebensjahr Bilanzbuchhalterin. 1949 heiratete sie den Kaufmann Fritz Eberhardt, der 1969 verstarb; 1972 ging sie eine zweite Ehe mit dem ebenfalls verwitweten Kirchenmusiker Hans Brügmann ein. Mit Ausnahme der Jahre von 1971 bis 1978, in denen ihr Mann hauptamtlich in Kellinghusen tätig war, lebte sie bis zu ihrem Tod in Kiel.
Mehr als sechzig Jahren schrieb sie Kurzgeschichten in Hoch- und Niederdeutsch sowie Gedichte für Zeitungen und Zeitschriften. Ihr Hauptanliegen war die Warnung vor Fehlentwicklungen in der Gesellschaft und das Gegensteuern durch positive Einstellung.
Von ihren über hundert Unterhaltungsromanen wurden 35 in Fremdsprachen übersetzt. Seit 1984 war sie zu Lesungen im Deutschsprachigen Raum unterwegs. Ihre Themen waren aus dem Leben gegriffen, nachdenklich, aber auch zum Schmunzeln.
Sie war Mitglied im Verband der Schriftsteller in Schleswig-Holstein e. V., im Förderverein für zeitgenössische Literatur Nordbuch e.V. und im Lyrikkreis Euterpe.

## Auszeichnungen
- 2008 erhielt sie den österreichischen Lyrikpreis Vinum et Litterae zuerkannt.

## Veröffentlichungen
130 Unterhaltungsromane, 18 weitere Bücher, ein Gedichtband und ein Kinderbuch

## Werke (Plattdeutsch)
- Wat schast dorto seggen?: Geschichten vun hüüt. Verlag Michel Jung, Kiel 1998, ISBN 3-929596-65-2
- Lütt beten Sünnschien: Vertellen to'n Nodenken un Smuustern, Verlag Michel Jung, Kiel 2004, ISBN 3-89882-045-9
- Laat di nich ünnerkriegen!: Vertellen to'n Nodenken un Smuustern, Verlag Michel Jung, Kiel 2006, ISBN 3-89882-070-X
- Löppt sik allens trecht!, Verlag Michel Jung, Kiel 2009, ISBN 978-3-89882-103-2
- Plattdütsche Limericks ut dat Land twischen de Meere, Mohland Verlag, Goldebek 2012, ISBN 978-3-86675-187-3

## Tonträger
- Wenn dat Wiehnachten ward ..., Sprecher: Ludger Abeln, Lotte Brügmann-Eberhardt und Udo Bielenberg, Verlag Michael Jung, Kiel 2009
- Kieler Wiehnachtsgeschichten, Sprecher: Udo Bielenberg, Lotte Brügmann-Eberhardt und Eckart Ehlers,  Verlag Michael Jung, Kiel 2010